# 福金駅
福金駅（ふくきんえき）は中華人民共和国遼寧省本渓市平山区にある、中国鉄路総公司（CR）瀋丹線の駅。1934年に開業。瀋陽駅から88km、丹東駅から182kmの位置にある。瀋陽鉄道局所属の四等駅に設定されている。

## 駅周辺
- 福金小学

## 隣の駅
中国国鉄
瀋丹線
本渓駅 - 福金駅 - 橋北駅